# Riechedly Bazoer
Riechedly Bazoer (Utrecht, 1996. október 12. –) holland utánpótlás válogatott labdarúgó, a Vitesse játékosa.

## Pályafutása
Utrechtben született, majd 10 évesen a PSV Eindhoven-nél kezdte pályafutását, azonban 2012-ben az Ajaxhoz igazolt, ahol mindössze 18 esztendősen bemutatkozhatott az első csapatnál. 2016. december 14-én a VfL Wolfsburg bejelentette, hogy megegyezett az Ajaxszal Bazoer átigazolásában, aki négy és fél évre kötelezte el magát.

## Statisztika
2016.december 27.
| Klub             | Szezon           | Bajnokság        | Bajnokság | Bajnokság | Kupa     | Kupa  | Nemzetközi | Nemzetközi | Egyéb    | Egyéb | Összesen | Összesen |
| Klub             | Szezon           | Bajnokság        | Mérkőzés  | Gólok     | Mérkőzés | Gólok | Mérkőzés   | Gólok      | Mérkőzés | Gólok | Mérkőzés | Gólok    |
| ---------------- | ---------------- | ---------------- | --------- | --------- | -------- | ----- | ---------- | ---------- | -------- | ----- | -------- | -------- |
| Ajax             | 2014–15          | Eredivisie       | 17        | 1         | 1        | 0     | 4          | 1          | —        | —     | 22       | 2        |
| Ajax             | 2015–16          | Eredivisie       | 29        | 5         | 2        | 0     | 8          | 0          | —        | —     | 39       | 5        |
| Ajax             | 2016–17          | Eredivisie       | 5         | 0         | 2        | 1     | 3          | 0          | —        | —     | 10       | 1        |
| Összesen         | Összesen         | Összesen         | 51        | 6         | 5        | 1     | 15         | 1          | —        | —     | 71       | 8        |
| VfL Wolfsburg    | 2016–17          | Bundesliga       | 0         | 0         | 0        | 0     | 0          | 0          | —        | —     | 0        | 0        |
| Karrier összesen | Karrier összesen | Karrier összesen | 51        | 6         | 5        | 1     | 15         | 1          | —        | —     | 71       | 8        |

## Sikerei, díjai

### Válogatott
- Hollandia U17
  - U17-es labdarúgó-Európa-bajnokság: 2012

### Egyéni
- AFC Ajax Év Tehetsége: 2016

## Külső hivatkozások
- UEFA profil
- OnsOranje profil
- Transfermarkt profil